# Abraham Göllnitz
Abraham Göllnitz (* vor 1631 in Danzig; † nach 1642) war ein deutscher Reiseschriftsteller und Geograph des 17. Jahrhunderts.
Göllnitz wurde in Danzig geboren, das Geburtsdatum und Todesdatum ist unbekannt. Er bereiste Europa und veröffentlichte darüber 1631 bis 1643 Reiseberichte. Besonders bekannt wurde sein Reisebericht über Frankreich und Belgien Ulysses belgico-gallicus von 1631 (Leiden), der von Louis Coulon ins Französische übersetzt wurde und dort 1643 in Paris erschien und viele geographische und historische Informationen enthielt und lebendig geschrieben ist. 1636 veröffentlichte er ein geographisches Kompendium, das aber nur eine Faktensammlung ist, die er zum Unterricht des Sohnes des dänischen Reichskanzlers Christian Thomesen Sehested (1590–1657) erstellte.
1642 war er in Kopenhagen als Sekretär von König Christian IV.

## Schriften
- Ulysses belgico-gallicus, fidus tibi dux et achates per Belgium hispan., Regnum Galliae, Ducat. Sabaudiae, Turinum usque Pedemontii metropolimm, Leiden 1631, 1655
- Compendium geographicum succincta methodo deformatus, Leiden 1636, 1675

1639 veröffentlichte er in Leiden die Politica cristiana von Lambert Daneau (* um 1535; † um 1590).